# Rick Dudley
Richard Clarence „Rick“ Dudley (* 31. Januar 1949 in Toronto, Ontario) ist ein ehemaliger kanadischer Eishockeyspieler und -trainer sowie derzeitiger -funktionär. Der linke Flügelstürmer war während seiner aktiven Karriere in der National Hockey League für die Buffalo Sabres und Winnipeg Jets sowie in der World Hockey Association für die Cincinnati Stingers aktiv. Anschließend betreute er als Cheftrainer unter anderem die Sabres und die Florida Panthers, war jedoch hauptsächlich als Funktionär bei zahlreichen weiteren NHL-Teams tätig, so fungierte er unter anderem als General Manager der Ottawa Senators, der Tampa Bay Lightning, der Florida Panthers sowie der Atlanta Thrashers. Seit Mai 2018 ist er Senior Vice President of Hockey Operations der Carolina Hurricanes.

## Karriere

### Als Spieler
Rick Dudley spielte in seiner Jugend unter anderem für die Dixie Beehives, bevor er einen Teil der Saison 1968/69 bei den St. Catharines Black Hawks in der Ontario Hockey Association verbrachte. Unter anderem aufgrund dieses späten Wechsels in die höchste Juniorenliga seiner Heimatprovinz wurde der Flügelstürmer in keinem NHL Amateur Draft berücksichtigt, sodass er anschließend mehrere Jahre in Minor Leagues verbrachte. Er lief in dieser Zeit für die Iowa Stars aus der Central Hockey League, die Cleveland Barons aus der American Hockey League (AHL) sowie die Flint Generals aus der International Hockey League (IHL) auf, ohne dort als Scorer in Erscheinung zu treten und sich für den höheren Profibereich zu empfehlen. Zur Spielzeit 1971/72 schloss er sich den Cincinnati Swords aus der AHL an, bei denen er fortan einen deutlich aggressiveren Spielstil pflegte, so verzeichnete er 272 Strafminuten, während er zugleich auch seine Offensivstatistik steigern konnte. Im Folgejahr gelangen ihm jeweils über 40 Tore und Vorlagen in Cincinnati, während er mit den Swords die AHL-Playoffs um den Calder Cup gewinnen konnte. Darüber hinaus wurde der Kanadier vom Kooperationspartner der Swords, den Buffalo Sabres, erstmals für sechs Spiele in die National Hockey League (NHL) berufen.
Mit Beginn der Saison 1973/74 etablierte sich Dudley im NHL-Aufgebot der Sabres und erzielte im folgenden Spieljahr 1974/75 bereits seine Karriere-Bestleistung, indem er 70 Scorerpunkte in 78 Spielen verzeichnete. Darüber hinaus erreichte er mit Buffalo in den Playoffs 1975 das Finale um den Stanley Cup, unterlag dort allerdings den Philadelphia Flyers (2:4). Anschließend kehrte der Angreifer nach Cincinnati zurück, wo er sich den Stingers aus der kürzlich gegründeten World Hockey Association (WHA) anschloss. Auch in der WHA etablierte sich Dudley als regelmäßiger Scorer und war in der Folge knapp vier Jahre in der Konkurrenzliga der NHL aktiv. Als sich deren Ende im Laufe der Saison 1978/79 jedoch abzeichnete, kehrte er im Februar 1979 zu den Buffalo Sabres zurück, bei denen er etwa zwei weitere Jahre auflief, bevor er im Januar 1981 über den Waiver zu den Winnipeg Jets gelangte. Nach sieben Einsätzen für die Fredericton Express aus der AHL in der Spielzeit 1981/82 erklärte Dudley seine aktive Karriere für beendet. Insgesamt hatte er in der NHL 334 Partien absolviert und dabei 183 Punkte erzielt, während er in der WHA mit 278 Punkten aus 274 Spielen gar einen Schnitt von über 1,0 Punkten pro Spiel erreichte.

### Als Trainer
Nach dem Ende seiner aktiven Laufbahn kaufte Dudley zur Saison 1982/83 das Franchise der Carolina Thunderbirds aus der Atlantic Coast Hockey League und fungierte vier Jahre als deren Cheftrainer und General Manager. 1986 übernahm er die Flint Spirits aus der IHL als Cheftrainer und wurde in dieser Funktion 1988 mit der Commissioner’s Trophy als bester Trainer der Liga ausgezeichnet, während er mit dem Team das Turner-Cup-Finale erreichte und dort an den Salt Lake Golden Eagles scheiterte (2:4). Nach einer Saison bei den New Haven Nighthawks in der AHL kehrte der Kanadier zur Spielzeit 1989/90 zu den Buffalo Sabres zurück und trat dort die Nachfolge von Headcoach Ted Sator an. Er führte die Sabres zweimal in die Playoffs, schied jeweils in der ersten Runde aus und wurde nach neun Siegen aus 28 Spielen in der Saison 1991/92 entlassen und durch John Muckler ersetzt.
Anschließend kehrte Dudley in die IHL zurück und betreute kurzzeitig die San Diego Gulls sowie die Phoenix Roadrunners, bevor er 1994 als Cheftrainer und General Manager die Detroit Vipers übernahm. Bei den Vipers vollzog er den festen Wechsel ins Management, indem er die Funktion des Trainers nach zwei Jahren an Steve Ludzik übergab, der das Team im Jahr darauf zum Gewinn des Turner Cups führte.

### Als Funktionär
Im Sommer 1998 wurde Dudley als General Manager der Ottawa Senators verpflichtet, wo er das Erbe von Pierre Gauthier antrat. Nach nur einer Saison, in der die Senators die Northeast Division gewannen, wurde er von den Tampa Bay Lightning abgeworben, die als Kompensation unter anderem Rob Zamuner nach Ottawa schickten. Die Geschicke der Lightning leitete Dudley knapp drei Jahre, bevor er im Februar 2002 durch Jay Feaster ersetzt wurde und nur wenige Monate später in gleicher Funktion die Florida Panthers übernahm. Als General Manager der Panthers entließ er Cheftrainer Mike Keenan wenige Spiele nach Beginn der Saison 2003/04 und fungierte etwa die Hälfte der Spielzeit als Interimstrainer, bevor er John Torchetti als Nachfolger installierte. Allerdings wurde Dudley selbst noch vor dem Ende der Saison als General Manager entlassen und wiederum durch Mike Keenan ersetzt.
Anschließend war Dudley von 2004 bis 2009 in der Organisation der Chicago Blackhawks tätig, als Berater, Director of Player Personnel sowie zuletzt als Assistent von General Manager Dale Tallon. Zur Saison 2009/10 wechselte er zu den Atlanta Thrashers, war dort ein Jahr als Assistent von General Manager Don Waddell aktiv, bevor er dessen Position übernahm, als Waddell in die Rolle des Präsidenten übertrat. Beide verließen das Franchise, als es im Jahr darauf nach Winnipeg umzog. Nach einem Jahr als Director of Player Personnel bei den Toronto Maple Leafs wurde Dudley zur Saison 2012/13 von den Canadiens de Montréal angestellt, bei denen er in der Folge sechs Jahre als Assistent des General Managers sowie zuletzt als Senior Vice President of Hockey Operations tätig war.
In ebendieser Funktion wurde er im Mai 2018 von den Carolina Hurricanes verpflichtet, die wenig später Don Waddell als General Manager installierten, mit dem er bereits in Atlanta zusammengearbeitet hatte.

## Erfolge und Auszeichnungen
- 1973 Calder-Cup-Gewinn mit den Cincinnati Swords
- 1988 Commissioner’s Trophy
- 1997 Turner-Cup-Gewinn mit den Detroit Vipers (als General Manager)

## Karrierestatistik

### Spielerstatistik
(Legende zur Spielerstatistik: Sp oder GP = absolvierte Spiele; T oder G = erzielte Tore; V oder A = erzielte Assists; Pkt oder Pts = erzielte Scorerpunkte; SM oder PIM = erhaltene Strafminuten; +/− = Plus/Minus-Bilanz; PP = erzielte Überzahltore; SH = erzielte Unterzahltore; GW = erzielte Siegtore; 1 Play-downs/Relegation; Kursiv: Statistik nicht vollständig)

### NHL-Trainerstatistik
(Legende zur Trainerstatistik: Sp oder GC = Spiele insgesamt; W oder S = erzielte Siege; L oder N = erzielte Niederlagen; T oder U = erzielte Unentschieden; OTL oder OTN = erzielte Niederlagen nach Overtime oder Shootout; Pts oder Pkt = erzielte Punkte; Pts% oder Pkt% = Punktquote; Win% = Siegquote; Resultat = erreichte Runde in den Play-offs)